# スズペスト

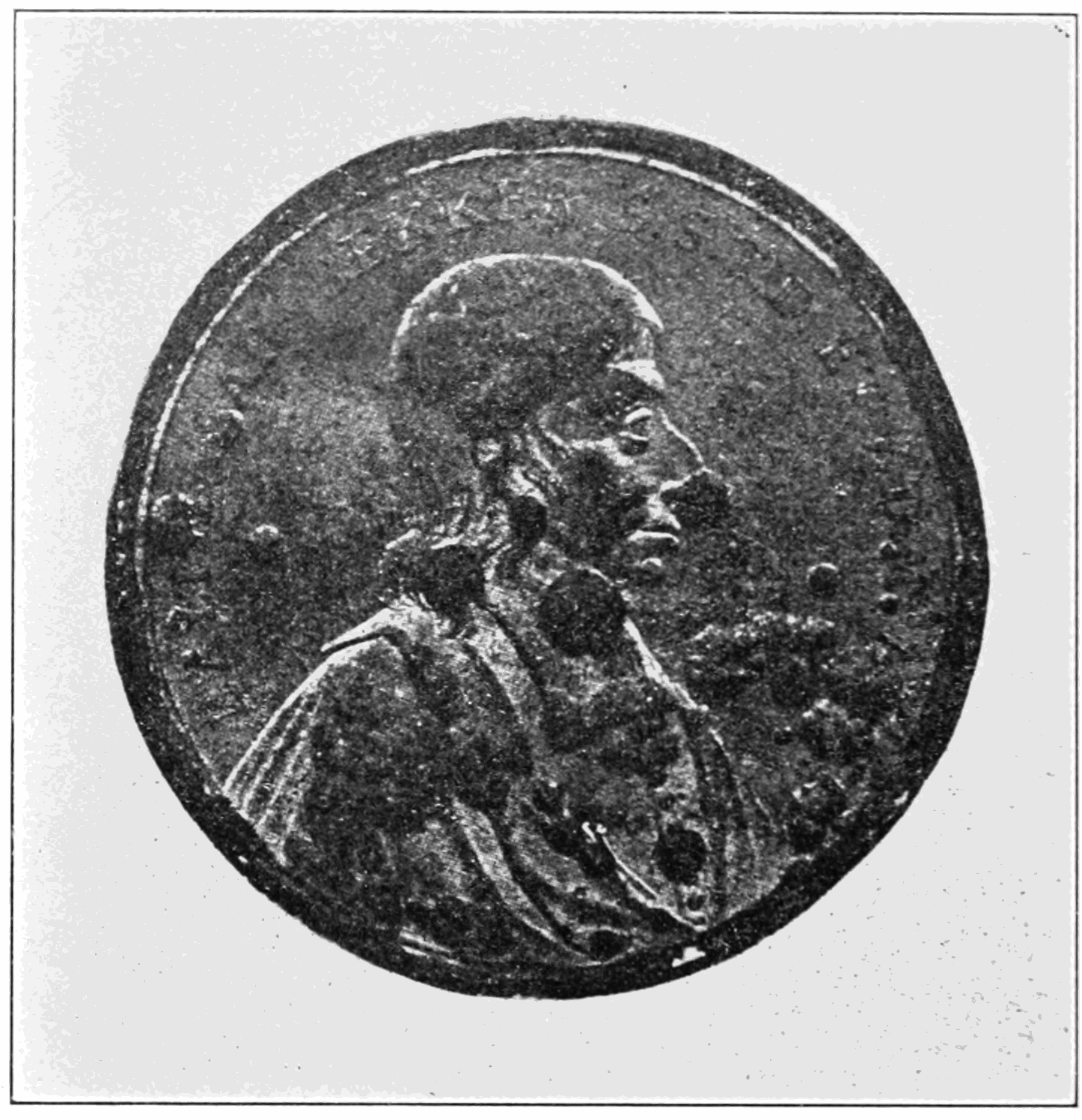
スズペストを起こしたスズ製のメダル

スズペスト（錫ペスト、tin pest）は、スズが低温における同素変態によって強度が低下し、徐々に破壊されていく現象のことである。tin disease（スズ病）、tin blight（スズ虫害）、tin leprosy(lèpre d'étain)（スズ癩病）とも呼ばれる。
ヨーロッパでの有害物質制限指令（RoHS）や、他の地域での同様の規制により、電子機器において従来使われていた鉛とスズの合金によるはんだが純粋なスズのはんだ（鉛フリーはんだ）に置き換えられたことで、スズペストやウィスカーの発生が問題となるようになった。

## 概要
スズには3つの同素体があり、純粋なスズは、低温からの加熱によって13.2℃を超えると、ダイヤモンド立方構造を持つ脆く非金属のαスズ（灰色スズ）から銀色の延性のあるβスズ（白色スズ）に変化する。これを同素変態といい、この温度を変態点という。冷却時には、高い活性化エネルギーのため、変態点では同素変態をしないが、ゲルマニウム（または類似の形状と大きさの結晶構造）の存在、または非常に低い温度によって同素変態しやすくなる。
βスズからαスズへの同素変態により、体積が約27%も大きく増加し、かつ展性が失われるため、機械的な破壊が起こる。中世ヨーロッパでは、冷涼な気候においてパイプオルガンのパイプがスズペストを起こすことが観察されていた。この現象はスズ製品の1箇所ないし数ヶ所から始まり、やがて製品全体に伝染するように広がるため、ヒトのペストにちなんでスズペストと呼ばれるようになった。同素変態はそれ自体が触媒になるので、同素変態が始まると反応が速くなる。

## 歴史上のスズペストの例

### スコット南極探検隊
1910年、イギリスの極地探検家ロバート・スコットは、人類初の南極点到達を目指していたが、ノルウェーの探検家ロアルド・アムンゼンに敗れた。スコットの探検隊は南極の雪原を徒歩で歩き、事前に運んでおいた食料や灯油の格納場所を目指した。1912年初頭に最初の格納場所に到達したが、スズではんだ付けされた灯油の缶の中身は空だった。この原因はスズペストであると考えられている。ただし、南極の別の場所で発見された80年前のスズ製の缶ははんだ付けの状態が良好であったため、単にスコット隊が持ち込んだ缶のはんだ付けの質が悪かっただけであるとする説もある。

### ナポレオン軍のボタン
ナポレオンは1812年にロシア遠征を企てて大敗を喫したが、その原因の1つとして、兵士が着けていたスズ製のボタンがスズペストを起こしボロボロと朽ちたことが挙げられることがよくある。これは、「実際に朽ちたボタン」という証拠が残されていないため都市伝説と見られ、これが大敗の原因とすることはできない。その時代の軍服のボタンは、新兵のものは骨、将校のものは真鍮で作られるのが一般的だった。また、仮にスズが使われていたとしても、低温での耐性を高めるために合金にしていたはずだとこの説への批判者は指摘している。実験室で行われた実験では、純粋なスズが低温下でスズペストを発生するのに必要な期間は約18か月であり、これはナポレオンのロシア侵攻期間の2倍以上に相当する。
いくつかの部隊はスズ製のボタンを持っていたし、ロシアの気温は-40℃以下に達することもある。それにも関わらず、多くの生存者の話の中で、ボタンの問題について言及しているものはない。この都市伝説は、1860年代のロシアで、陸軍の倉庫でブリキのボタンが崩壊した事例と、食糧が不足してボロボロの状態になったナポレオン軍の絶望的な状態が重なり合ってできたものではないかと示唆されている。

## RoHS指令後の現代のスズペスト
ヨーロッパでの有害物質制限指令（RoHS）や他の地域での同様の規制により、鉛の使用がほぼ規制され、鉛とスズの合金を使用していた電子機器・電子部品メーカーが純粋なスズを使うようになった。これに伴い、スズペストが問題となるようになった。
例えば、電気・電子部品のリード線は、純粋なスズでメッキされている。寒冷環境下でメッキが導電性のないαスズに変化してリードから脱落した後、気温が上昇して再加熱されて導電性のあるβスズに変化すると、ショートして機器の故障の原因となることがある。また、このようなトラブルは、筐体内でスズの粉末状の粒子が移動するため、断続的に発生することがある。
スズペストは、アンチモンやビスマスなどの電気陽性度の高い金属や半金属で合金化することで防ぐことができる。